# Paralympische Winterspelen 1992
De Ve Paralympische Winterspelen werden in 1992 gehouden in Tignes en Albertville, Frankrijk. Dit was de eerste keer dat de Paralympische Winterspelen in hetzelfde land werden gehouden als de Olympische Winterspelen.

## Sporten
Tijden de spelen Tignes-Albertville stonden er drie sporten op het programma.
Tussen haakjes staat het aantal onderdelen per sport, de sporten tijdens deze spelen waren:
Alpineskiën (48)
Biatlon (4)
Langlaufen (27)

## Medaillespiegel
Het IPC stelt officieel geen medaillespiegel op, maar geeft desondanks een medailletabel ter informatie. In de spiegel wordt eerst gekeken naar het aantal gouden medailles, vervolgens de zilveren medailles en tot slot de bronzen medailles.
De onderstaande tabel geeft de top-10. In de tabel heeft het gastland een blauwe achtergrond. België en Nederland wonnen geen medailles.
| Plaats | Land             | NPC | Goud | Zilver | Brons | Totaal |
| 1      | Verenigde Staten | USA | 20   | 16     | 9     | 45     |
| 2      | Duitsland        | GER | 12   | 17     | 9     | 38     |
| 3      | Gezamenlijk team | EUN | 10   | 8      | 3     | 21     |
| 4      | Oostenrijk       | AUT | 8    | 3      | 9     | 20     |
| 5      | Finland          | FIN | 7    | 3      | 4     | 14     |
| 6      | Frankrijk        | FRA | 6    | 4      | 9     | 19     |
| 7      | Noorwegen        | NOR | 5    | 5      | 4     | 14     |
| 8      | Zwitserland      | SUI | 3    | 8      | 4     | 15     |
| 9      | Canada           | CAN | 2    | 4      | 6     | 12     |
| 10     | Polen            | POL | 2    | 0      | 3     | 5      |

## Deelnemende landen
De volgende 24 Nationaal Paralympisch Comités werden tijdens de Spelen door een of meerdere sporters vertegenwoordigd: